# Charles C. Stockley

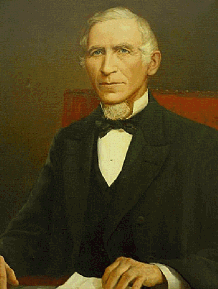
Charles C. Stockley

Charles Clark Stockley (* 6. November 1819 in Georgetown, Delaware; † 20. April 1901 ebenda) war ein US-amerikanischer Politiker und von 1883 bis 1887  Gouverneur des Bundesstaates Delaware.

## Frühe Jahre und politischer Aufstieg
Nach seiner Schulzeit in Philadelphia kehrte Stockley 1839 nach Delaware zurück. Dort war er sieben Jahre lang als Lehrer tätig, ehe er in Milford einen Gemischtwarenladen eröffnete. Gleichzeitig bewirtschaftete er eine große Fläche Farmland, auf der er unter anderem eine Pfirsichplantage betrieb. Stockley gehörte zu den größten Pfirsichanbauern in Delaware.
Stockley war Mitglied der Demokratischen Partei. Im Jahr 1852 wurde er Kämmerer im Sussex County und 1856 wurde er dort Sheriff. Zwischen 1873 und 1877 war Stockley Mitglied des Senats von Delaware, wobei er seit 1876 dessen Präsident war. Am 7. November 1882 wurde er als Kandidat seiner Partei mit 53 % der Wählerstimmen gegen Albert Curry, den Kandidaten der  Republikaner, zum neuen Gouverneur seines Staates gewählt.

## Gouverneur von Delaware
Charles Stockley trat sein neues Amt am 16. Januar 1883 an. In seiner vierjährigen Amtszeit setzte er sich für eine Verbesserung des Schulwesens ein und forderte eine Verfassungsreform. Außerdem wurde ein staatliches Archiv (State library) gegründet. Damals sah sich seine Demokratische Partei immer noch als die Partei des „Weißen Mannes“. Durch besondere Wahlgesetze (Poll Taxes), die das Wahlrecht an das Steuerrecht knüpften, waren die meisten Schwarzen von diesem Recht ausgeschlossen. Gouverneur Stockley änderte zwar nichts an den bestehenden Verhältnissen, was die Lage der Afroamerikaner betraf; er äußerte aber am Ende seiner Amtszeit die Hoffnung, dass sich die Verhältnisse bald zu Gunsten dieser Minderheit ändern könnten. Damit war er aber seiner Zeit um Jahrzehnte voraus. Erst in den 1960er Jahren sollte sich die Lage ändern.

## Weiterer Lebenslauf
Nach dem Ende seiner Amtszeit widmete sich Stockley zunächst seinen privaten Geschäften. Im Jahr 1891 wurde er Richter an einem Nachlassgericht und Testamentsvollstrecker im Sussex County. Außerdem wurde er noch Direktor der Eisenbahngesellschaft Junction and Breakwater Railroad. Charles Stockley starb im April 1901. Mit seiner Frau Ellen Anderson hatte er die Tochter Hannah.